# Parti socialiste brésilien
Pour les articles homonymes, voir PSB.
Ne doit pas être confondu avec Parti populaire socialiste (Brésil).
Le Parti socialiste brésilien (en portugais : Partido Socialista Brasileiro, PSB) est un parti politique brésilien. Sa devise est « Socialisme et liberté ». Le parti est aujourd'hui dirigé par Carlos Siqueira.

## Histoire

### Fondation (1947)
Le parti est fondé sous le nom de Parti de la gauche démocratique en 1946 à Rio de Janeiro et renommé en son nom actuel le 6 août 1947.

### Sous la dictature militaire (1964-1985)
Le PSB est dissous lors de la dictature militaire entre 1965 et 1985. La majeure partie de ses membres rejoignent alors le MDB, seul parti d'opposition autorisé par le pouvoir.

### Après le retour de la démocratie
Après le retour à la démocratie, le PSB est reconnu par la cour électorale supérieure le 1er juillet 1988.
Lors des élections de 1989, 1994 et 1998, le parti soutient le candidat du parti des travailleurs, Lula.
En 2002, le parti présente son propre candidat Anthony Garotinho. Il termine troisième du premier tour, obtenant 17,86 % des voix.
En 2006, le parti ne présente pas de candidat et soutient le président Lula, sans pour autant faire partie de sa coalition.
Lors de l'élection présidentielle de 2010, le parti soutient la candidate du parti des travailleurs, Dilma Rousseff. Candidate à sa réélection en 2014, le PSB ne la soutient pas.
En 2014, dans le cadre de l'élection présidentielle, le parti soutient d'abord Eduardo Campos, Gouverneur du Pernambouc et membre du PSB. Mais ce dernier décède pendant la campagne dans un accident d'avion. Le parti soutient alors Marina Silva, elle aussi membre du PSB et jusqu'alors candidate à la vice-présidence.
Lors de l'élection présidentielle de 2018, le parti ne présente pas de candidat et ne soutient aucun candidat au premier tour. Au second tour, le parti annonce son soutien à Fernando Haddad, le candidat du PT.
Après ces élections, le parti rejoint l'opposition parlementaire au Président Jair Bolsonaro. De février 2019 à mars 2020, Alessandro Molon, député du PSB, dirige l'opposition à la Chambre des députés.
En 2022, le parti décide de faire alliance avec l'ancien président Lula et son parti des travailleurs en vue de l'élection présidentielle de la même année. L'ancien Gouverneur de São Paulo Geraldo Alckmin rejoint le parti et devient le candidat à la Vice-Présidence sur le ticket de Lula.
L'ancien Président Lula remporte l'élection présidentielle de 2022 et Geraldo Alckmin devient donc Vice-Président, une première pour un membre du PSB.

## Idéologie
Le PSB est classé au centre-gauche. Il accueille aussi des figures plus conservatrices comme  Geraldo Alckmin.

## Dirigeants

### Présidents
- Eduardo Campos (2005-2006)
- Eduardo Campos (2011-2014)
- Carlos Siqueira (depuis 2014)

### Chef du groupe à la Chambre des députés
- Tadeu Alencar (2016-2017)
- Tereza Cristina (2017)
- Júlio Delgado (2017-2018)
- Tadeu Alencar (2018-2020)
- Alessandro Molon (2020)

## Relations internationales
Le parti est membre de l'Alliance progressiste, au même titre que le PT.
Jusqu'en 2019, le parti est membre du Forum de São Paulo mais quitte ce dernier, dénonçant son soutien au régime de Nicolas Maduro.

## Résultats électoraux

### Élections présidentielles
| Année | Candidat                                                              | Colistier                                                             | Coalition                                                                                  | 1er tour                                                              | 1er tour                                                              | 1er tour                                                              | 2d tour                                                               | 2d tour                                                               | 2d tour                                                               |
| Année | Candidat                                                              | Colistier                                                             | Coalition                                                                                  | Voix                                                                  | %                                                                     | Rang                                                                  | Voix                                                                  | %                                                                     | Rang                                                                  |
| ----- | --------------------------------------------------------------------- | --------------------------------------------------------------------- | ------------------------------------------------------------------------------------------ | --------------------------------------------------------------------- | --------------------------------------------------------------------- | --------------------------------------------------------------------- | --------------------------------------------------------------------- | --------------------------------------------------------------------- | --------------------------------------------------------------------- |
| 1989  | Luiz Inácio Lula da Silva (PT)                                        | José Paulo Bisol (PSB)                                                | "Front populaire du Brésil" PT, PSB, PCdoB                                                 | 11 622 673                                                            | 17,18                                                                 | 2e                                                                    | 31 076 364                                                            | 46,97                                                                 | 2e                                                                    |
| 1994  | Luiz Inácio Lula da Silva (PT)                                        | Aloizio Mercadante (PT)                                               | "Front Populaire Brésilien pour la Citoyenneté" PT, PSB, PPS, PV, PCdoB, PCB, PSTU         | 17 122 127                                                            | 27,07                                                                 | 2e                                                                    | -                                                                     | -                                                                     | -                                                                     |
| 1998  | Luiz Inácio Lula da Silva (PT)                                        | Leonel Brizola (PDT)                                                  | "L'Union du peuple change le Brésil" PT, PDT, PSB, PCdoB, PCB                              | 21 475 218                                                            | 31,71                                                                 | 2e                                                                    | -                                                                     | -                                                                     | -                                                                     |
| 2002  | Anthony Garotinho (PSB)                                               | José Antônio Figueiredo (PSB)                                         | "Brésil Espoir" PSB, PGT, PTC                                                              | 15 180 097                                                            | 17,86                                                                 | 3                                                                     |                                                                       | -                                                                     | -                                                                     |
| 2006  | Soutient Luiz Inácio Lula da Silva (PT), sans rejoindre sa coalition. | Soutient Luiz Inácio Lula da Silva (PT), sans rejoindre sa coalition. | Soutient Luiz Inácio Lula da Silva (PT), sans rejoindre sa coalition.                      | Soutient Luiz Inácio Lula da Silva (PT), sans rejoindre sa coalition. | Soutient Luiz Inácio Lula da Silva (PT), sans rejoindre sa coalition. | Soutient Luiz Inácio Lula da Silva (PT), sans rejoindre sa coalition. | Soutient Luiz Inácio Lula da Silva (PT), sans rejoindre sa coalition. | Soutient Luiz Inácio Lula da Silva (PT), sans rejoindre sa coalition. | Soutient Luiz Inácio Lula da Silva (PT), sans rejoindre sa coalition. |
| 2010  | Dilma Rousseff (PT)                                                   | Michel Temer (PMDB)                                                   | "Pour que le Brésil continue de changer" PT, PMDB, PDT, PCdoB, PSB, PR, PRB, PSC, PTC, PTN | 47 651 434                                                            | 46,91                                                                 | 1er                                                                   | 55 752 529                                                            | 56,05                                                                 | 1er                                                                   |
| 2014  | Marina Silva (PSB)                                                    | Beto Albuquerque (PSB)                                                | "Unis pour le Brésil" PSB, PSL, PHS, PPS, PRP, PPL                                         | 22 176 613                                                            | 21,32                                                                 | 3                                                                     |                                                                       | -                                                                     | -                                                                     |
| 2018  | Soutient Fernando Haddad (PT) au second tour.                         | Soutient Fernando Haddad (PT) au second tour.                         | Soutient Fernando Haddad (PT) au second tour.                                              | Soutient Fernando Haddad (PT) au second tour.                         | Soutient Fernando Haddad (PT) au second tour.                         | Soutient Fernando Haddad (PT) au second tour.                         | Soutient Fernando Haddad (PT) au second tour.                         | Soutient Fernando Haddad (PT) au second tour.                         | Soutient Fernando Haddad (PT) au second tour.                         |
| 2022  | Luiz Inácio Lula da Silva (PT)                                        | Geraldo Alckmin (PSB)                                                 | "Brésil de l'espoir"PT, PSB, PCdoB, PV, Agir, Avante, PROS                                 | 57 259 504                                                            | 48,43                                                                 | 1er                                                                   | 60 345 999                                                            | 50,90                                                                 | 1er                                                                   |

### Élections législatives
| Année | Voix      | %    | Sièges   | Gouvernement          |
| ----- | --------- | ---- | -------- | --------------------- |
| 1994  | 995 298   | 2,2  | 15 / 513 | Opposition            |
| 1998  | 2 273 751 | 3,4  | 19 / 513 | Opposition            |
| 2002  |           | 5,3  | 22 / 513 | Opposition            |
| 2006  |           | 6,2  | 27 / 513 | Gouvernement Lula     |
| 2010  | 6 851 053 | 7,1  | 34 / 513 | Gouvernement Rousseff |
| 2014  | 6 267 878 | 6,4  | 34 / 513 | Opposition            |
| 2018  | 5 386 400 | 5,52 | 32 / 513 | Opposition            |
| 2022  | 4 202 376 | 3,81 | 14 / 513 | Gouvernement Lula     |

### Élections d'états
Après les élections de 2022, le PSB est à la tête de trois états.
- Espírito Santo :  Renato Casagrande
- Maranhão :Carlos Brandão
- Paraíba : João Azevedo

| Élections 2022      | Élections 2022 | Élections 2022          | Élections 2022           | Élections 2022                                                                                           | Élections 2022 | Élections 2022 | Élections 2022 | Élections 2022 | Élections 2022 | Élections 2022 |
| État                | Année          | Candidat                | Colistier                | Coalition                                                                                                | 1er tour       | 1er tour       | 1er tour       | 2d tour        | 2d tour        | 2d tour        |
| État                | Année          | Candidat                | Colistier                | Coalition                                                                                                | Voix           | %              | Rang           | Voix           | %              | Rang           |
| ------------------- | -------------- | ----------------------- | ------------------------ | --- | -------------- | -------------- | -------------- | -------------- | -------------- | -------------- |
| Acre                | 2022           | -                       | -                        | - | -              | -              | -              | -              | -              | -              |
| Alagoas             | 2022           | Rodrigo Cunha (União)   | Jó Pereira (PSDB)        | L'Alagoas mérite plus (União, PSB, PSDB, CID, PP)                                                        |                |                |                |                |                |                |
| Amapá               | 2022           | -                       | -                        | - | -              | -              | -              | -              | -              | -              |
| Amazonas            | 2022           | Ricardo Nicolau (SD)    | Cristiane Balieiro (PSB) | Nous le peuple (SD, PSB)                                                                                 | 217.588        | 11,4           |                | -              | -              | -              |
| Bahia               | 2022           | Jerônimo Rodrigues (PT) | Geraldo Júnior (MDB)     | Pour Bahia, pour le Brésil (PT, PCdoB, PV, PSB, MDB, PSD, Avante)                                        | 4.019.830      | 49,5           | 1er            | 4.480.464      | 52,7           | 1er            |
| Ceará               | 2022           | Roberto Cláudio (PDT)   | Domingos Filho (PSD)     | Du peuple, par le peuple et pour le peuple (PDT, PSD, PSB, PSDB, CID, PSC, PATRI, PMN, Agir, DC, PMB)    | 734.976        | 14,4           |                | -              | -              | -              |
| District fédéral    | 2022           | -                       | -                        | - | -              | -              | -              | -              | -              | -              |
| Espírito Santo      | 2022           | Renato Casagrande (PSB) | Ricardo Ferraço (PSDB)   | A définir (PSB, PSDB, CID, MDB, PP, PROS)                                                                | 976.652        | 46,9           | 1er            | 1.171.288      | 53,8           | 1er            |
| Goiás               | 2022           | Wolmir Amado (PT)       | Fernando Tibúrcio (PSB)  | Ensemble pour Goias et pour le Brésil(PT, PSB, PCdoB, PV)                                                | 243.651        | 7              |                | -              | -              | -              |
| Maranhão            | 2022           | Carlos Brandão (PSB)    | Felipe Camarão (PT)      | Pour le bien du Maranhão (PSB, PT, PCdoB, PV, PSDB, CID, Podemos, PATRI, PP, MDB)                        | 1.769.187      | 51,3           | 1er            | -              | -              | -              |
| Mato Grosso         | 2022           | Mauro Mendes (União)    | Otaviano Pivetta (REP)   | (União, REP, PL, MDB, PSDB, CID, Podemos, PROS, PSB)                                                     |                |                |                |                |                |                |
| Mato Grosso do Sul  | 2022           | Eduardo Riedel (PSDB)   | José Carlos Barbosa (PP) | Travailler pour un nouvel avenir (PSDB, CID, PP, PSB, PDT, PL, REP)                                      |                |                |                |                |                |                |
| Minas Gerais        | 2022           | Alexandre Kalil (PSD)   | André Quintão (PT)       | Ensemble pour le peuple de Minas (PSD, PT, PCdoB, PV, REDE, PSB)                                         | 3.805.182      | 35,1           |                | -              | -              | -              |
| Paraná              | 2022           | -                       | -                        | - | -              | -              | -              | -              | -              | -              |
| Paraíba             | 2022           | João Azevedo (PSB)      | Lucas Ribeiro (PP)       | Ensemble pour Paraíba (PSB, PP, REP, PSD, SD, Agir, PMN, Podemos, Avante, PATRI)                         | 863.174        | 39,7           | 1er            | 1.221.904      | 52,5           | 1er            |
| Pará                | 2022           | Helder Barbalho (MDB)   | Hana Ghassan (MDB)       | Tourner la page (MDB, UNIÃO, PSB, PT, PCdoB, PV, PSDB, CID, PDT, PP, Podemos, Avante, DC, PSD, REP, PTB) |                |                |                |                |                |                |
| Pernambouc          | 2022           | Danilo Cabral (PSB)     | Luciana Santos (PCdoB)   | Front Populaire du Pernambouc (PSB, PT, PCdoB, PV, PDT, PROS, MDB, REP, PP)                              | 885.994        | 18,1           |                | -              | -              | -              |
| Piauí               | 2022           | Rafael Fonteles (PT)    | Themístocles Filho (MDB) | Le pouvoir du peuple (PT, PSB, PCdoB, PV, PSD, PROS, SD, MDB, Agir)                                      | 1.115.139      | 57,2           | 1er            | -              | -              | -              |
| Rio de Janeiro      | 2022           | Marcelo Freixo (PSB)    | Cesar Maia (PSDB)        | La vie ira mieux (PSB, PT, PCdoB, PV, PSDB, CID, PSOL, REDE)                                             | 2.300.980      | 27,4           |                | -              | -              | -              |
| Rio Grande do Norte | 2022           |                         |                          | |                |                |                |                |                |                |
| Rio Grande do Sul   | 2022           | Vicente Bogo (PSB)      | Josiane Paz (PSB)        | PSB | 17.222         | 0,3            |                | -              | -              | -              |
| Rondônia            | 2022           | Daniel Pereira (SD)     | Anselmo de Jesus (PT)    | Front démocratique (SD, PSB, PT)                                                                         | 81.421         | 9,6            |                |                |                |                |
| Roraima             | 2022           | Teresa Surita (MDB)     | Édio Lopes (PL)          | Roraima beaucoup mieux (MDB, PL, PMB, PSB)                                                               |                |                |                |                |                |                |
| São Paulo           | 2022           | Fernando Haddad (PT)    | Lúcia França (PSB)       | Ensemble pour São Paulo (PT, PSB, PCdoB, PV, PSOL, REDE)                                                 | 8.337.139      | 35,7           |                | 10.909.371     | 44,7           |                |
| Santa Catarina      | 2022           | Décio Lima (PT)         | Gelson Merisio (SD)      | Front démocratique de Santa Catarina (PT, SD, PSB, PCdoB, PV)                                            |                |                |                |                |                |                |
| Sergipe             | 2022           | Rogério Carvalho (PT)   | Sérgio Gama (MDB)        | Sergipe d'Espérance (PT, PCdoB, PV, MDB, PSB, SD)                                                        |                |                |                |                |                |                |
| Tocantins           | 2022           | Wanderlei Barbosa (REP) | Laurez Moreira (PDT)     | (REP, PDT, PSB, SD, PSDB, CID, PSC, PTB, PATRI, União)                                                   |                |                |                |                |                |                |

| Année | Voix | % | Gouverneurs élus |
| ----- | ---- | - | ---------------- |
| 2006  |      |   | 3/27             |
| 2010  |      |   | 6/27             |
| 2014  |      |   | 3/27             |
| 2018  |      |   | 3/27             |
| 2022  | -    | - | 3/27             |

### Élections municipales
Après les élections municipales de 2024, le PSB contrôle une capitale d'état, Recife, capitale du Pernambouc. João Campos y est réélu dès le premier tour avec plus de 78 % des voix. Le PSB réalise le meilleur score d'un parti de gauche lors de ces élections.
| Année | Voix      | %    | Maires | Conseillers municipaux |
| ----- | --------- | ---- | ------ | ---------------------- |
| 1996  |           | 2,7  | 147    |                        |
| 2000  |           | 2,4  | 135    |                        |
| 2004  |           | 3,2  | 175    |                        |
| 2008  |           | 5,6  | 310    | 2 956                  |
| 2012  |           | 8    | 443    | 3 550                  |
| 2016  | 8 407 656 | 7,5  | 415    | 3 625                  |
| 2020  | 5 124 512 | 5,22 | 252    | 3 029                  |
| 2024  | 6 464 174 | 5,78 | 312    | 3 583                  |